# Jean de Fay
Jean de Fay, fils cadet de Noël de Fay, et marié en 1551 à Louise de Varey, est seigneur des châteaux de Virieu et Chavanay et baron de Malleval, aux environs de Pélussin, dans le département de la Loire. Dans chacun de ces trois fiefs, il a installé des artisans italiens venus du Piémont pour développer des moulins à soie rendant plus facile le vidage des cocons et la culture de ce produit. Parmi ces piémontais, Pierre Benay et plus généralement la famille Benay vont jouer un rôle majeur pendant deux siècles pour le développement de la soie.

## Biographie
Ces initiatives déclenchent la fureur d'une partie des tisserands de Lyon, qui craignent que la laine ne soit concurrencée, tandis que d'autres en espèrent une matière première nouvelle, la soie devenant effectivement au siècle suivant la fortune des canuts. Lyon, place financière partiellement protestante, devient la capitale européenne de l'imprimerie en 1550 avec plus d'une centaine d'imprimeurs dans la rue Mercière, épisode qui a laissé un musée de l'Histoire de l'imprimerie à Lyon. Au début du XVIe siècle la ville aussi stimulée par l'installation de drapiers et lainiers italiens mais la ville a ensuite été ruinée par le krach des emprunts d'État en 1557, en particulier le Grand Parti de Lyon du nom d'un de ces emprunts, l'un des premiers à long terme, placé auprès de souscripteurs de la ville. Lorsque la ville, aux mains des insurgés Réformés en 1562, est reprise par les catholiques, les imprimeurs fuient vers les Pays-Bas ou Genève et les moulins à soie de la campagne sont victimes des difficultés des tisserands de soie, en majorité protestants.
Jean de Fay fait partie de ces cadets de la noblesse qui ont connu la Renaissance sur le front d'Italie lors des guerres de François Ier et versent dans le protestantisme au milieu du XVIe, s'enrichissant au passage. Jean de Fay crée par son mariage avec Louise de Varey, héritière de la famille de Chavanay un vaste domaine au sud de Lyon, à cheval sur la Loire, l'Ardèche et l'Isère. Il est amené à piller des terres catholiques après le massacre de la Saint-Barthélemy.
En 1574, Jean de Fay revient au catholicisme dans un souci d'apaisement et obtient de négocier pour le compte du roi Henri III un compromis avec la ville protestante d'Annonay et les catholiques, au château de La Condamine, dont le seigneur, un protestant se voit confier le commandement des places détenues par Jean de Fay et désarmées  à partir de cette date.
Vers 1670, il restait des moulins à soie disséminés à Virieu, Vienne et Lyon.